# Paul Teutul, Sr.

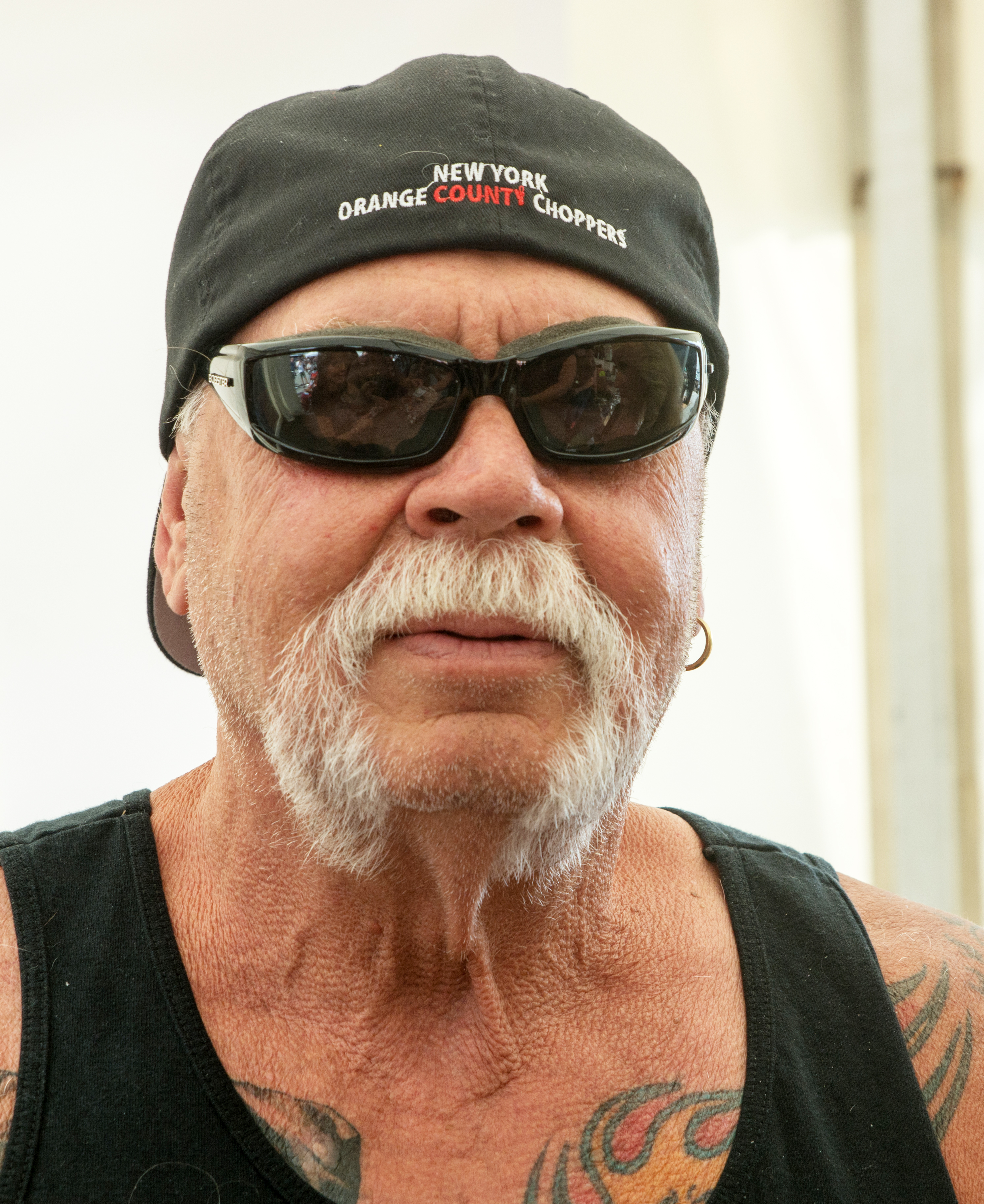
Paul Teutul, Sr 2016

Paul John Teutul (Yonkers, 1º maggio 1949) è un imprenditore e produttore televisivo statunitense, principalmente noto per la serie American Chopper in onda su Discovery Channel. Teutul appare nella serie con due dei suoi figli, Paul Teutul Jr. e Michael Teutul, meglio conosciuto come Mikey.

## Biografia

### Gioventù
Teutul si è trasferito a Pearl River, New York. Già dai primi episodi di American Chopper, Teutul fa intendere che in passato ha abusato di alcol e droghe. Ha ammesso di essere stato un consumatore abituale di cocaina e "di aver provato praticamente ogni tipo di droga in circolazione". Durante un episodio, suo figlio Mikey ha intervistato lo staff della OCC per il loro sito web, ha chiesto a suo padre, "Qual è il tuo ricordo migliore?" e Teutul ha risposto, "Essere sobrio". Successivamente ha ammesso di essersi perso molto dell'infanzia dei propri figli. Inoltre non ha mai servito l'esercito durante la Guerra del Vietnam, in quanto Teutul faceva parte della marina mercantile.

### Carriera
Agli inizi Teutul possedeva la Orange County Ironworks, un negozio ora posseduto e gestito da suo figlio Daniel. Cominciò a costruire moto personalizzate per divertimento, ispirato dai tanti costruttori di motociclette che aveva visto per strada e nei film. Nel 1999 ha fondato la Orange County Choppers con suo figlio Paul Jr. e i due hanno cominciato a costruire moto per la vendita.
Teutul è diventato noto nell'ambiente dei costruttori di Chopper per la sua poca pazienza e la sua faccia tosta negli affari. Grazie al successo che ha riscosso la serie su Discovery Channel ispirata all'attività di costruttori di motociclette Paul Teutul è stato ospite di: The Late Show with David Letterman, Late Night with Conan O'Brien, The Tonight Show with Jay Leno e Late Night with Jimmy Fallon. Teutul è apparso anche nel video musicale Rockstar dei Nickelback, nel programma televisivo Long Way Round con Ewan McGregor e Charley Boorman ed anche in nell'episodio 10 della stagione 10 di King of the Hill. Nel 2007 ha avuto una piccola parte, con suo figlio Paul Jr., nel film Svalvolati on the road.